# 드루이드 (캐릭터 클래스)

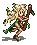
컴퓨터 게임 웨스노스 전쟁에서 가져온 엘프 드루이드.

RPG에 등장하는 드루이드는 일반적으로 자연을 기반으로 마법을 사용하고, 문명의 침입으로부터 자연을 보호하기 위해 노력하는 것으로 묘사되는 캐릭터 클래스이다. 드루이드 캐릭터의 능력에는 치유, 날씨나 식물과 관련된 마법 주문, 동물 소환 및 변신 등이 포함된다.

## 던전 앤 드래곤
던전 앤 드래곤에 등장하는 드루이드는 자연과 하나가 되어 신성한 마법을 얻는, 중립적인 성향(또는 가치관)의 주문 시전자이다. 4판부터 드루이드의 힘의 원천이 태고로 변경되었다. 성직자와 성기사들과는 달리 드루이드는 언데드에 대항하는 특별한 힘이 없다. 영적인 맹세 때문에 드루이드는 금속 갑옷을 입을 수도 없다. 드루이드는 다양한 동물 형태로 변신 할 수 있는 독특한 능력을 가지고 있으며, 동물 동반자가 모험에 동행한다.

## 에버퀘스트 II
에버퀘스트 II에서 드루이드는 와든과 퓨리로 나누어진 사제 클래스이다. 그들은 중립적이며 어느 도시에서든 모험을 시작할 수 있다. 그들은 치유 주문, 특히 일정 시간에 걸쳐 여러 번 회복이 되는 마법 주문(HoT)에 특화되어 있다. 그들은 장비로 천과 가죽 갑옷만 장착할 수 있다. 와든은 치료에 특화된 힐러이며, 퓨리는 공격형 힐러이다. 와든은 힐러 중에서도 가장 많은 치유 스킬을 보유하고 있으며, 회복 마법을 시전하면 회복이 적용되기까지 시간이 필요하다. 퓨리는 위저드의 스킬을 몇 가지 보유한 동시에 힐러 중에 가장 높은 공격력을 가진 반면, 회복 주문의 효율이 낮다.

## 월드 오브 워크래프트
월드 오브 워크래프트에서 나이트 엘프와 타우렌, 높은산 타우렌, 늑대인간, 트롤, 잔달라 트롤, 쿨 티란은 드루이드가 될 수 있다. 그들은 인간형의 주문 시전자로서 회복과 공격을 할 수 있는 하이브리드 클래스이지만, 게임을 진행하면서 다른 모습으로 변신하는 능력을 갖추게 된다. 모든 드루이드가 변신할 수 있는 야수는 고양이, 곰, 폭풍까마귀, 여행 형상 등이다. 플레이어가 재능 포인트를 분배하는 방법에 따라 달빛야수와 나무정령의 두 가지 추가 양식으로도 변신할 수 있다. 드루이드들이 외우는 주문은 이름과 기능이 매우 자연친화적이다. 야생동물의 모습일 때는 짖는 소리와 같은 동물의 행동과 유사한 능력을 갖는다.
드루이드는 곰으로 변신했을 때 몬스터로부터 받는 피해가 적고, 그들에게 더 위협적으로 보인다. 그리고 상대적으로 낮은 데미지를 주지만 높은 위협으로 작용하는 물리적 능력을 사용할 수도 있으며, 광역 도발이 가능하여 탱킹에 적합하다. 고양이 형태는 그 반대이지만, 대부분의 공격이 도적(로그)과 유사하게 구현되어 근접 데미지 딜러 역할을 맡는다. 여행 형상이나 치타 형태로 변신을 할 경우 추가 주행 속도를 제공하므로 탈출과 여행에 유용하다. 수중 형태는 수중에서만 사용할 수 있다는 점을 제외하면 동일하지만 수영 속도가 빨라지고 무제한 호흡을 가능하게 한다. 폭풍까마귀와 빠른 폭풍까마귀(또는 비행 형상 및 빠른 비행 형상)는 드루이드에게 게임 내 레벨에 적합한 탈것과 동일한 속도로 비행할 수 있는 능력을 제공한다. 조화 전문화이거나 다른 전문화일 때 조화 친화 특성에 투자하게 되면 달빛야수로 변신이 가능하다. 형상 중에 유일하게 이족보행을 하며, 자신과 동료들의 공격 주문을 강화한다. 따라서 이 형상으로는 딜러와 서포터의 역할이 가능하다. 마지막으로 생명의 나무는 회복 전문화 중에서 특성 스킬 화신을 선택했을 때만 변신할 수 있다. 일시적으로 나무정령의 형상을 띠며, 자신의 회복 마법을 강화하거나 갑옷을 강화할 수 있다.
PvP 전투에서 드루이드의 독특한 특징 중 하나는 본래의 인간형을 제외한 다양한 변신 형상에서 변이 효과에 면역이 생기고, 이동 장애 효과로부터도 자유로워진다는 것이다. PvE 전투에서 더욱 두드러지는 드루이드의 또 다른 독특한 특징은 전투 중에도 죽은 동료를 부활시킬 수 있다는 것이다. 평소의 전투에서는 전투에서 벗어나야 비로소 부활 주문을 사용할 수 있다. 그러나 이 강력한 부활 주문에는 긴 재사용 대기시간(10분)이 존재한다.
대격변 확장팩의 출시와 함께 타우렌과 나이트 엘프 외에도 새로운 얼라이언스 종족인 늑대인간과 호드의 트롤이 드루이드가 될 수 있다.
격전의 아제로스 확장팩을 통해 새로운 얼라이언스 종족 쿨 티란과 호드의 잔달라 트롤은 기존의 타우렌, 트롤, 나이트 엘프, 늑대 인간과 더불어 드루이드가 될 수 있다.

## 기타 게임
드루이드 캐릭터 클래스가 등장하는 다른 컴퓨터 게임은 다음과 같다.
- 길드워 2
- 고딕 3
- 그랜드체이스(라이언 우드가드)
- 네버윈터 나이츠
- 네버윈터 나이츠 2
- 다크 에이지 오브 카멜롯
- 도타 2(고독한 드루이드)
- 디아블로 II: 파괴의 군주
- 레퀴엠
- 리프트
- 마제스티 : 더 판타지 킹덤 심(이교도)
- 발더스 게이트
- 발더스 게이트II: 섀도우 오브 암
- 배틀렐름
- 뱅가드: 사가 오브 히어로즈
- 쉐도우베인
- 신성한 땅의 꿈, 아케아
- 아발론: 전설의 삶
- 아이스윈드 데일
- 알비온
- 에버퀘스트
- 울티마(I-VI)
- 울티마 언더월드
- 울티마 언더월드 2
- 웨스노스 전쟁
- 티비아
- 파이어 엠블렘
- 히어로즈 오브 마이트 앤 매직 III(영웅)
- 히어로즈 오브 마이트 앤 매직 V(유닛)
- 히어로즈 오브 더 스톰